# Ariadne: A Social Art Network
Ariadne: A Social Art Network (1978–1982) war eine feministische Organisation in Los Angeles, Kalifornien. Das Netzwerk wurde von Suzanne Lacy und Leslie Labowitz-Starus gegründet und organisierte insgesamt sieben große Performances, die sich mit den Themen Vergewaltigung, Inzest und Gewalt gegen Frauen auseinandersetzten.

## Name
Der Name des Netzwerkes geht auf die mythologische Figur der Ariadne zurück, die Tochter des Königs Minos und seiner Gattin Pasiphaë. Ariadne half Theseus mithilfe eines roten Fadens, den Weg durch das Labyrinth zu finden, in dem er den Minotauros suchte und tötete. Die Künstlerinnen deuteten den Mythos feministisch und sahen in der Reise durch das Labyrinth die kollektive Reise der Frauen, die verschiedenen Formen der Gewalt gegenüberstanden und mit der eigenen potentiellen Opferrolle aufgrund ihres Frauseins konfrontiert waren. Der rote Faden symbolisierte für die Feministinnen die kollektive Wut, die sich in Taten verwandelt und zur Bildung einer starken Gemeinschaft führt.

## Geschichte
Die Gründung des Netzwerkes geht auf die 1970er-Jahre und die Zweite Welle des Feminismus zurück. In Los Angeles gab es zu der Zeit eine rege Kunstszene, die sich abseits der etablierten Kulturinstitutionen (wie Museen oder Galerien) bewegte und nach alternativen Formen der Kunstproduktion suchte. Dabei spielten auch Kooperationen zwischen Künstlern sowie die Produktion von kollektiven Kunstwerken eine bedeutende Rolle. In den frühen 1970er-Jahren engagierten sich sowohl Suzanne Lacy als auch Leslie Labowitz-Starus am Woman’s Building (Los Angeles) und führten groß angelegte feministische Performances in Los Angeles durch. Nachdem die beiden Künstlerinnen gemeinsam an den Performances Three Weeks in May (1977) und In Mourning and In Rage (1977) arbeiteten – welche sich beide mit dem Thema der sexualisierten Gewalt gegen Frauen in Los Angeles befassten – beschlossen sie, ein feministisches Netzwerk zu gründen, das zunächst auf drei Jahre ausgelegt war. Das Anliegen war, die Fähigkeiten vieler verschiedener Frauen zu bündeln, kraftvolle Bilder zu schaffen und das kulturell tradierte Bild der Frau als Opfer zu dekonstruieren. Lacy beschreibt das Netzwerk auch als eine erweiterte Kunst-Lebens-Koalition (expanded art-life coalition).
Ariadne umfasste Künstlerinnen, Aktivistinnen, Nachrichtenreporter, Politiker sowie verwandte feministische Projekte und Organisationen aus Los Angeles, darunter Women Against Violence Against Women  (WAVAW) und Women Against Violence in Pornography and Media (WAVPM). Die Verwaltungsstruktur und die Mitgliedschaft war flexibel und locker gestaltet. Die Teilnehmerinnen setzten sich überwiegend aus Studentinnen und jungen Künstlerinnen zusammen, die aus der Performance- und der Woman's Building-Gemeinschaft stammten sowie aus Mitgliedern der Stadtverwaltung von Los Angeles und Frauen aus dem Publikum der Performances.
Eine entscheidende Rolle  für die Performances von Ariadne spielten die Medien. Sie wurden als integraler Bestandteil verstanden und sollten dabei helfen, ein möglichst breites Publikum zu erreichen und einen kulturellen Wandel zu erwirken. Die Performances waren somit bewusst für die Kameras der Medien ausgerichtet und sollten eine eindeutige Bildsprache erzeugen. Durch die Nutzung der Medien für die eigene Agenda wollten die Künstlerinnen die Darstellung von Frauen in den Medien dekonstruieren, die in der Werbung, den Nachrichten und in Unterhaltungsformaten sowie der Pornografie als sexualisiert und entwürdigend wahrgenommen wurde.
Nach der Arbeit an sieben großen Performances beendete Ariadne 1982 offiziell seine Aktivitäten.

## Performances
- 1977: Three Weeks in May, Los Angeles, Kalifornien[12]
  - Leslie Labowitz-Starus: Myths of Rape, All Men Are Potential Rapists, The Rape, Fighting Back
  - Suzanne Lacy: She Who Would Fly
  - Barbara T. Smith, Cheri Gaulke: Liebestod
  - Laurel Klick: Exorcism
  - Anne Gauldin, Melissa Hoffman: Breaking Silence

- 1977: In Mourning and In Rage, City Hall (Los Angeles), Kalifornien[13]

- 1977: Record Companies Drag Their Feet, Sunset Boulevard, Los Angeles, Kalifornien[14]
- 1978: From Reverence To Rape To Respect, Las Vegas, Nevada
- 1978: Take Back The Night, San Francisco, Kalifornien
- 1979: Making It Safe, Santa Monica, Kalifornien
- 1979: The Incest Awareness Project, Los Angeles, Kalifornien

## Archivierung
The Performing Archive (2006/2007) war eine Installation von Suzanne Lacy und Leslie Labowitz-Starus, das sich mit der Archivierung und Historisierung der Arbeiten von Ariadne befasste. Sie wurde erstmals am 18th Street Arts Center in Santa Monica, Kalifornien, gezeigt. Die Installation besteht aus 50 weißen Aktenkisten mit Archivfotos und anderen Dokumenten sowie 12 Monitoren, auf denen Videos abgespielt werden, in denen jeweils eine junge Frau ausgewählte Archivalien dem Publikum vorstellt.